# 10 lucruri nu-mi plac la tine
10 lucruri nu-mi plac la tine (titlu original: 10 Things I Hate About You) este o comedie romantică americană apărută în 1999.
Filmul, o adaptare modernă după piesa Îmblânzirea scorpiei de William Shakespeare, este numit după o poezie scrisă de personajul principal feminin pentru a descrie relația ei cu personajul lui Ledger. Considerat o performață notabilă din partea ambilor actori, 10 lucruri nu-mi plac la tine reprezintă debutul regizoral al lui Gil Junger.

## Sumar
James Cameron (Gordon-Levitt), un student nou la liceul Padua Stadium, este dat un tur al școlii de Michael Eckman (Krumholtz). In timpul turneului, Cameron o observă pe frumoasa și populara Bianca Stratford (Oleynik) și se îndrăgostește de ea. Michael îl avertizează că Bianca este superficială și încrezută și că tatăl ei nu-i permite să iasă cu nimeni. Cu toate acestea, Michael îl informează că Bianca este în căutarea unui profesor de franceză.
La reședința Stratford, sora lui Bianca proscris mai în vârstă, Kat (Stiles), este în conflict cu tatăl lor protectoare (Miller), care vrea să participe la colegiu Kat viitoare, în ciuda acceptarea ei la Sarah Lawrence College. Bianca este, de asemenea, lupta cu tatăl lor în ceea ce privește său strictă nu-dating regulă. Aversiunea lui Kat la dating solicită tatăl lor de a veni cu o nouă regulă, la furia lui Bianca: Bianca poate în prezent, numai în cazul în care Kat este, de asemenea, într-o relație.
Cameron începe să-i dea meditații Biancăi (în ciuda faptului că nici el nu prea știe franceză). După Cameron face o incercare esuata de a solicita o pe o dată, ea îl informează de regula tatălui ei. Acest lucru îi motivează pe Cameron și Michael să găsească pe cineva care să iasă cu Kat.
După o serie de încercări eșuate, Cameron sugerează că Patrick Verona (Ledger), un alt proscris, care este la fel de prost-dispus ca și Kat. Cameron încearcă să-i ceară ajutorul lui Patrick, dar acesta îl sperie. Michael sugerează ca Joey Donner (Keegan), un student afluent și model, care, de asemenea, dorește să iasă cu Bianca, să-l plătească pe Patrick să-i dea întâlnire lui Kat. Patrick este de acord, dar Kat vrea să aibă nimic de-a face cu el. La petrecere, vede Bianca Cameron, dar este tarat de Joey. El prezintă și încearcă să-i rog, atunci când își dă seama că Bianca este doar obsedat de el însuși. După petrecere, Cameron recunoaste sentimentele lui pentru Bianca, si se saruta. În ziua următoare, Patrick câștigă în cele din urmă Kat peste, cu un spectacol de "nu poate lua ochii de la tine" in fata echipei sale de fotbal intreaga. După ce furișa Patrick din detenție, du-te doi pe o dată și sărut, cu toate acestea, atunci când solicită Patrick Kat la bal, ea devine suspicios și lupta doi.
Bianca încearcă să convingă tatăl ei să o lase să participe la bal, dar el refuză, deoarece Kat nu este de gând să bal. Atunci când se confruntă cu Bianca Kat, este dezvăluit faptul că Kat datată anterior Joey și au culcat împreună o dată de la "toată lumea o făcea." Ea spune că Bianca sentimentele ei de izolare de la studenții colegii ei datează din acel incident și că ea n-ar face din nou ceva doar pentru că era lucru popular de a face.
Bianca și sfârșitul Kat a merge la bal cu Cameron și Patrick, respectiv. Joey este furios să afle că Bianca a plecat la bal cu Cameron, și se confruntă cu Patrick despre "aranjament" în fața Kat. Kat este foarte suparat pe Patrick, atunci când ea descoperă adevărul și lasă-l la balul de absolvire. Joey confruntă ulterior Cameron despre manipularea "afacere" pentru sine și bate-l la podea, dar Bianca pumni Joey de mai multe ori pentru utilizarea ei, pentru rănești sentimentele lui Kat, si pentru perforare Cameron. Bianca și Cameron au o sărut și se lasă Joey întins pe podea în durere.
În dimineața următoare, relația dintre Kat și Bianca pare să se fi îmbunătățit în mod drastic ca Bianca încearcă să o aline pe sora ei mai mare. Tatăl lor permite Kat pentru a merge la Sarah Lawrence College, ea este extrem de recunoscătoare și îl îmbrățișează cu bucurie. Mai târziu, la școală, Kat citește o poezie pe care a scris pentru ora de engleză, intitulat "Zece lucruri I Hate About You", care dezvăluie adevăratele sentimente pentru Patrick. După școală, Kat găsește o chitara in masina ei ca Patrick ei au cumpărat cu banii pe care-i plătesc Joey, și el admite că a dat peste cap sa și a lui Joey afacere de care se încadrează pentru ea. Kat îl iartă pe Patrick și cei doi se sărută.

## Distribuție
- Heath Ledger ca Patrick Verona este un elev în ultimul al la liceul Padua Stadium, cu o reputație exagerată. Vorbește engleza cu accent australian din cauză că a trăit acolo de la vârsta de 10 ani. Personajul lui este bazat pe Petruchio și numele lui de familie, Verona, este o referire la orașul natal al personajului original.
- Julia Stiles în rolul Katarinei „Kat” Stratford, „scorpia” filmului. Kat este o feministă mândră, insociabilă și nonconformistă. She is against dating and often "sneers at the idiocy of teenage social life". Este acceptată la Universitatea „Sarah Lawrence”, unde inițial tatăl ei refuză să o lase să meargă. Kat este bazată pe Katarina Minola. Numele ei de familie este o referire la orașul natal al lui Shakespeare Stratford-upon-Avon
- Joseph Gordon-Levitt este Cameron James, care, ca Patrick, urmărește o soră Stratford. În contrast cu Patrick, care este văzut ca intimidant și bărbătesc, Cameron este văzut la fel de dulce si delicat. El este un copil nou, are un tată în Armata Statelor Unite, si se imprieteneste cu Michael și Patrick. El se bazează pe Lucentio din Îmblânzirea scorpiei. Numele personajului este inspirat de regizorul James Cameron.
- Larisa Oleynik ca Bianca Stratford, sora mai mică a lui Kat și folie; văzută ca o "fată Valley" de tip, ea este bine cautati, poartă haine de designer și este popular în școală, deși ea în cele din urmă se îndrăgostește de geeky copil nou Cameron, spre deosebire de cele mai multe școlii tip popular, Joey. Ea se bazează pe Bianca Minola în Îmblânzirea scorpiei.
- David Krumholtz ca Michael Eckman, un tocilar audiovizual, care este delegat sarcina de a arăta Cameron în jurul valorii de. El devine rapid cel mai bun prieten al lui Cameron și ajută-l să câștige sistem de Bianca. El se bazează pe Tranio din Îmblânzirea scorpiei.
- Andrew Keegan ca Joey Donner, antagonist principal, un model masculin, care a rodate anterior Kat și face un pariu că el poate face același lucru cu Bianca. El se bazează pe Hortensio și Gremio din Îmblânzirea scorpiei.
- Larry Miller ca Dr. Walter Stratford, ONU obstetrician / ginecolog de îngrijire ISI crește fetele de unul Singur. ESTE FOARTE protector fata de Katarina Si Bianca, sub impresia CA ISI VOR fetele lui pierde SE VOR apuca de baut, droguri Si sexul IMEDIAT CE NU VA mai putea Sa le supravegheze. Personajul lui ESTE adapted Dupa Baptista DIN Piesa Originala.
- Susan May Pratt ca Mandella, un pasionat Shakespeare pe care Michael, îmbrăcat ca William Shakespeare, duce la bal. Ea este cel mai bun prieten a lui Kat.
- Gabrielle Union ca Chastity Church, cea mai bună prietenă a Biancăi.
- Daryl Mitchell ca Mr. Morgan, the proud African-American English literature teacher. He's an imposing teacher who, for the most part, seems to keep his classroom under control.
- Allison Janney ca Ms. Perky, the school's guidance counselor and a writer of erotic literature. She makes many sexual comments and innuendos throughout the film.
- David Leisure ca Mr. Chapin, the detention teacher and the girls' soccer coach.
- Greg Jackson ca "Scurvy", unul dintre prietenii lui Patrick.
- Kyle Cease ca Bogey Lowenstien, a golf enthusiast (hence his nickname, Bogey) and member of a clique of aspiring MBA's.
- Kay Hanley and Michael Eisenstein, membrii ai formației Letters to Cleo.
- Monique Powell and Brian Mashburn, members ai Save Ferris.

## Recepție
Filmul a fost primit de critici și de public, cu un rating de 7 din 10 pe IMDb și 61% pe Rotten Tomatoes.

### Premii
| An   | Premiu                                   | Categorie                                                    | Pentru                                             | Resultat     |
| ---- | ---------------------------------------- | ------------------------------------------------------------ | -------------------------------------------------- | ------------ |
| 1999 | Casting Society of America, USA - Artios | Cea mai bună distribuție, comedie                            | Marcia Ross Donna Morong                           | Nominalizați |
| 2000 | Chicago Film Critics Association Awards  | Cea mai promițătoare actriță                                 | Julia Stiles                                       | Câștigat     |
| 2000 | MTV Movie Awards                         | Performanță notabilă                                         | Julia Stiles                                       | Câștigat     |
| 2000 | MTV Movie Awards                         | Cea mai bună performanță muzicală                            | Heath Ledger                                       | Nominalizare |
| 1999 | Teen Choice Awards                       | Performanță notabilă                                         | Julia Stiles                                       | Nominalizare |
| 1999 | Teen Choice Awards                       | Comedia preferată                                            |                                                    | Nominalizare |
| 1999 | Teen Choice Awards                       | Film - Cea mai amuzantă scenă                                | David Krumholtz Joey desenează pe fața lui Michael | Nominalizare |
| 1999 | Teen Choice Awards                       | Film - Sexist love scene                                     | Julia Stiles Heath Ledger                          | Nominalizare |
| 1999 | Teen Choice Awards                       | Film - Banda sonoră a anului                                 |                                                    | Nominalizare |
| 1999 | Premiile YoungStar                       | Cea mai bună perforanță a unui tânăr actor într-o comedie    | Joseph Gordon-Levitt                               | Nominalizare |
| 1999 | Premiile YoungStar                       | Cea mai bună perforanță a unei tinere actrițe într-o comedie | Larisa Oleynik                                     | Nominalizare |
| 1999 | Premiile YoungStar                       | Cea mai bună perforanță a unei tinere actrițe într-o comedie | Julia Stiles                                       | Nominalizare |

### Adaptare
În 2009, ABC a finanțat un serial de două sezoane cu același nume cu Lindsey Shaw (Kat), Meaghan Jette Martin (Bianca) și Ethan Peck (Patrick) în rolurile principale și Larry Miller relându-și rolul de Dr. Statford din film.